# ホメオイド

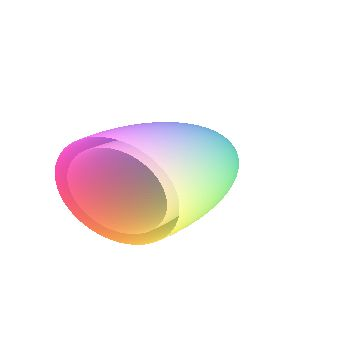
3次元ホメオイド。

ホメオイド (homoeoid)とは、互いに相似な二つの同心楕円（2次元）、もしくは同心楕円面（3次元）によって囲まれた殻（有界領域）。殻の厚さが無視できる程度なら薄いホメオイドと呼ばれる。その名はケルヴィンとピーター・テートによる造語である。

## 数学的定義
外表面が半軸を a, b, c とする楕円面
{\displaystyle {\frac {x^{2}}{a^{2}}}+{\frac {y^{2}}{b^{2}}}+{\frac {z^{2}}{c^{2}}}=1}
で与えられるなら、内表面は 0 ≤ m ≤ 1 によって
{\displaystyle {\frac {x^{2}}{a^{2}}}+{\frac {y^{2}}{b^{2}}}+{\frac {z^{2}}{c^{2}}}=m^{2}}
と得られる。m → 1 の極限は薄いホメオイドとなる。

## 物理的意味
ホメオイドは物質もしくは電荷の空間分布において体積要素として用いられる。物質（または電荷）で一様に満たされたホメオイドが作る重力ポテンシャル（または静電ポテンシャル）は、殻の内部では一定となる。すなわち、殻内で試験質量（または試験電荷）は何の力も受けない。